# سوجة
سوجة هي قرية في مقاطعة أشنوية، إيران. يقدر عدد سكانها بـ 439 نسمة بحسب إحصاء 2016.